# Alsophila monosticha
Alsophila monosticha là một loài dương xỉ trong họ Cyatheaceae. Loài này được Christ mô tả khoa học đầu tiên năm 1894.